# Anne Zohra Berrached

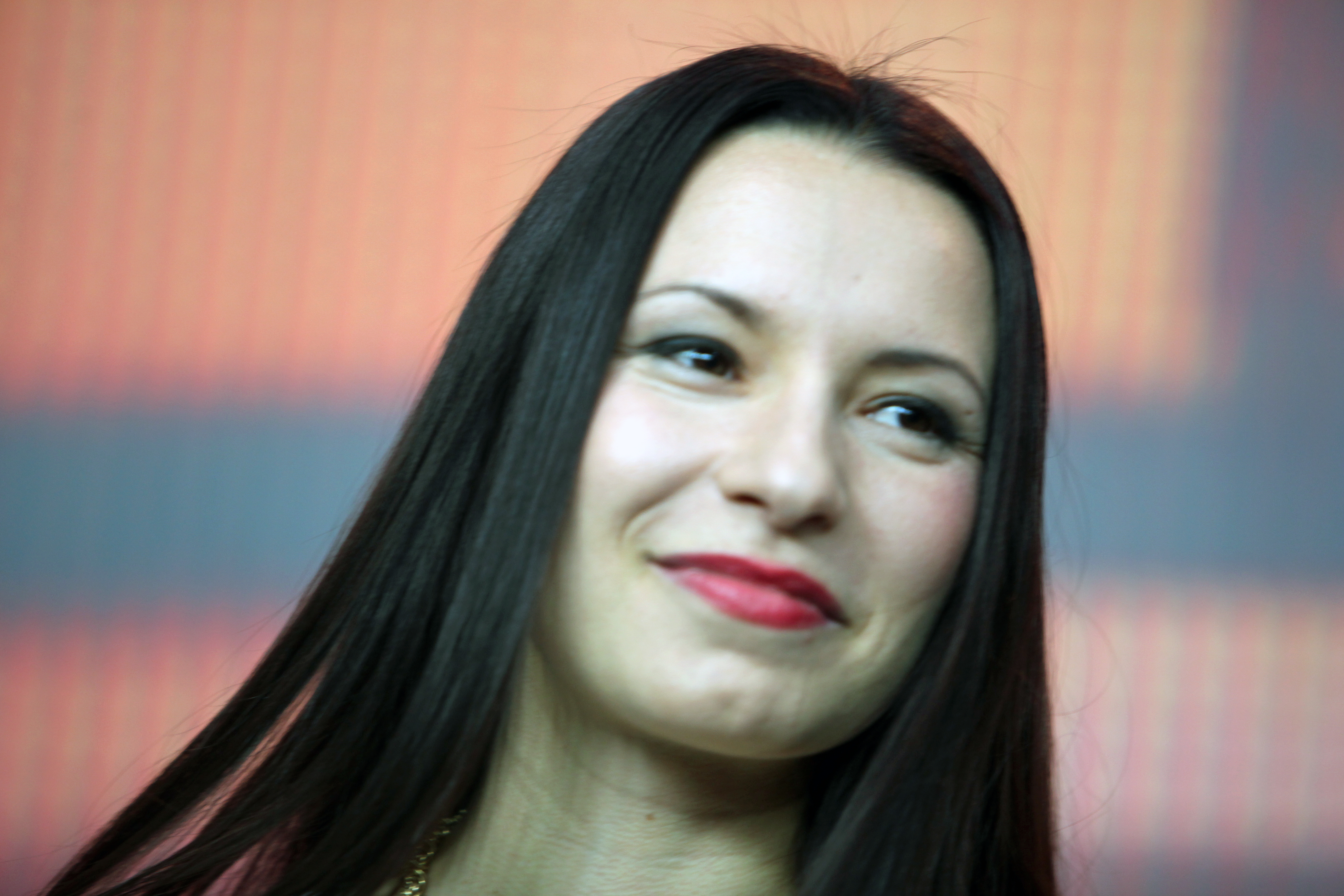
Anne Zohra Berrached (2016)

Anne Zohra Berrached (* 31. Juli 1982 in Erfurt) ist eine deutsche Regisseurin und Drehbuchautorin.

## Leben und Karriere
Anne Zohra Berrached, Tochter einer ostdeutschen Mutter und eines aus Algerien stammenden Gastarbeiters, ist in der DDR aufgewachsen. Sie besuchte die Realschule, die Fachoberschule und absolvierte ein Studium der Sozialpädagogik im Schwerpunkt Psychosoziale Arbeit. Danach war sie zwei Jahre als Theaterpädagogin in London tätig, ehe sie in Kamerun und Spanien lebte.
Nach dem vierjährigen Auslandsaufenthalt zog Berrached nach Berlin, wo sie Schauspielkinder für einen Abschlussfilm der Hochschule für Film und Fernsehen Potsdam betreute und die Arbeit des Regisseurs beobachtete. Daraufhin inszenierte sie einen ersten eigenen Dokumentarfilm Der Pausenclown (2009) über ihren libanesischen Nachbarn. Der Dokumentarfilm wurde im WDR ausgestrahlt. 2009 begann Anne Zohra Berrached ein Filmstudium an der Filmakademie Baden-Württemberg in Ludwigsburg. Ihr im zweiten Studienjahr entstandener Kurzfilm Heilige und Hure wurde in mehr als 80 Filmfestivals weltweit vorgeführt.
Mit ihrem erster Kinofilm entstand während ihres Filmstudiums. Zwei Mütter, gewann sie 2013 den Preis der Perspektive Deutsches Kino der 63. Internationalen Filmfestspiele Berlin und wurde in 24 Länder verkauft. 2016 feierte ihr zweiter Kinofilm, 24 Wochen als einziger deutscher Beitrag im Wettbewerb der 66. Internationalen Filmfestspiele Berlin seine Uraufführung. Er wurde vielfach in verschiedenen Ländern ausgezeichnet und erhielt bei der Berlinale den Preis der Gilde Deutscher Filmkunsttheater „Bester Film im Wettbewerb“. Der Film erhielt ebenfalls den NDR-Regiepreis, den Nachwuchsförderpreis und den Publikumspreis beim Filmkunstfest Mecklenburg-Vorpommern im Jahr 2016 und wurde beim Deutschen Filmpreis 2017 viermal nominiert und mit der Lola in Silber ausgezeichnet.
2018 wurde Berrached in die internationale Jury des 53rd Chicago International Film Festivals berufen.
Ihr dritter Kinospielfilm Die Welt wird eine andere sein (internationaler Titel: Copilot) wurde u. a. mit der begehrten Förderung Arte Grand Accord finanziert. Berrached drehte das erste Mal in den USA und im Libanon. 2021 erhielt sie für Die Welt wird eine andere sein eine Einladung in die Sektion Panorama der Berlinale. Das Beziehungsdrama ist an die Biografie des libanesischen Terroristen Ziad Jarrah angelehnt. Mit geschätzten sechs Millionen Euro Budget war der Film der größte Kinospielfilm, den Berrached bisher als Regisseurin betreute. Er erhielt den Hauptpreis der Feature Film Competition und der Popular Jury des renommierten italienischen Lucca Film Festival und Europa Cinema.
Kinozeit schreibt: „Wie schon in 24 Wochen erörtert und dekonstruiert Anne Zohra Berrached das Politische im privaten Innenleben einer Frau (…)  Die Welt wird eine andere sein knüpft an, wo 24 Wochen fulminant das Territorium markierte: ein Film über Frauen, deren privater Kampf um das eigene Leben nicht nur individuelle Emanzipation bedeutet, sondern gleichsam im Kern die Problematik einer ganzen Gesellschaft in sich trägt. Um Klarheit oder Antworten geht es hier nicht. Vielmehr steht die Prozesshaftigkeit der Machtdynamiken im Vordergrund, mit denen umgegangen werden muss. Nach der schon fast mikroskopischen Dekonstruktion in 24 Wochen spielt Die Welt wird eine andere sein vor allem mit der Unergründlichkeit.“
Berrached inszenierte insgesamt drei Folgen der ARD-Fernsehkrimireihe Tatort. Tatort: Der Fall Holdt, erreichte bei seiner Erstausstrahlung 2017 eine Zuschauerzahl von 10,22 Millionen Zuschauer. Für den Dresdner Tatort: Das kalte Haus erhielt sie 2022 den Preis der Deutschen Fernsehakademie in der Kategorie Beste Regie.
Berrached unterrichtete Inszenierungsworkshops für angehende Regisseure in Kairo für das Goethe-Institut, mehrfach in Mexiko für das Festival International de Cine de Guadalajara und in Deutschland an der Filmakademie BW.
Im Jahr 2022 wurde sie in die Wettbewerbsjury der 72. Internationalen Filmfestspiele Berlin berufen.
Im Jahr 2025 erscheint ihre Serie A Better Place in der Primetime der ARD. Die Serie stellt die Frage, wie wäre eine Welt ohne Gefängnisse? 
Anne Zohra lebt und arbeitet in Leipzig und Berlin.

## Filmografie
- 2011: E. + U. (Kurzfilm) – Regie
- 2012: Heilige und Hure (Dokumentarfilm) – Regie, Drehbuch
- 2012: Hunde wie wir (Mittellanger Film) – Regie
- 2013: Die rechte Hand (Mittellanger Film) – Regie
- 2013: Zwei Mütter – Kinofilm, Regie, Drehbuch
- 2016: 24 Wochen – Kinofilm, Regie, Drehbuch
- 2017: Millennials – als Darstellerin
- 2017: Tatort: Der Fall Holdt – Regie
- 2021: Die Welt wird eine andere sein / Copilot – Kinofilm, Regie, Drehbuch
- 2022: Tatort: Liebeswut – Regie
- 2022: Tatort: Das kalte Haus – Regie, Drehbuch
- 2023: Blind ermittelt: Mord an der Donau – Regie
- 2024: A Better Place (Fernsehserie) – Regie

## Auszeichnungen
- sche2012: ProSiebenSat1 Prime Time Preis, Drehbuchaward – Mars Venus Venus Mars
- 2013: 63. Berlinale, Regiepreis der Sektion „Dialogue en Perspective“ der Berlinale Perspektive Deutsches Kino – Zwei Mütter
- 2013: Bester Dokfilm, Fetisch Film Festival – Heilig und Hure
- 2013: First Steps No Fear Award – Zwei Mütter
- 2013: Studio Hamburg Nachwuchspreis: Nominierung – Zwei Mütter
- 2014: Caligari Förderpreis – 24 Wochen
- 2016: Bester Film im Wettbewerb, 66. Berlinale, GUILDE Filmpreis  – 24 Wochen
- 2016: Bestes Drehbuch, Filmkunstfest Mecklenburg-Vorpommern  – 24 Wochen
- 2016: Bestes Szenenbild, Neisse Filmfest – 24 Wochen
- 2016: Publikumspreis, Filmkunstfest Mecklenburg-Vorpommern – 24 Wochen
- 2016: Beste Regie, Filmkunstfest Mecklenburg-Vorpommern – 24 Wochen
- 2016: Beste Regie, 27. Filmfest Emden Norderney – 24 Wochen
- 2016: Studio Hamburg Nachwuchspreis, Beste Regie und Beste Produktion – 24 Wochen[7]
- 2016: Preis der Saarland Medien GmbH des Günter Rohrbach Filmpreises für 24 Wochen
- 2017: Deutscher Filmpreis 2017 Lola in Silber für 24 Wochen
- 2017: Förderpreis der DEFA-Stiftung für junges Kino für Anne Zohra Berrached
- 2020: Hauptpreis, Feature Film Competition Lucca Film Festival – Die Welt wird eine andere sein (internationaler Titel: Copilot)
- 2020: Hauptpreis, Popular Jury des Lucca Film Festival – Die Welt wird eine andere sein (internationaler Titel: Copilot)
- 2020: Beste Regie, Student Jury, Lucca Film Festival – Die Welt wird eine andere sein (internationaler Titel: Copilot)
- 2022: Beste Regie, Deutsche Akademie für Fernsehen – Tatort: Das kalte Haus